# High Hopes (singolo Bruce Springsteen)
High Hopes è un singolo di Bruce Springsteen, pubblicato il 14 gennaio 2014.
È la traccia da cui prende il titolo l'omonimo album.